# Wenn die Schwalben heimwärts ziehn
Wenn die Schwalben heimwärts ziehn ist ein im Winter 1927/28 in Spanisch-Marokko entstandenes, deutsches Stummfilmdrama von James Bauer mit Dorothea Wieck und Gustav Fröhlich in den Hauptrollen. 

## Handlung
Die jungen Bildhauer Martin Frey und Karl Rittner sind eng miteinander befreundet, obwohl sie sehr verschieden sind. Während Frey als unerschütterlicher Idealist gilt, erscheint Rittner als Trunkenbold und Weiberheld. Beide haben ein Auge auf die reizende Lore geworfen, die gerade aus dem Mädchenpensionat heimkehrt und in die Martin schon seit geraumer Zeit heimlich verliebt ist. Doch Franz kann nicht von seinen schlechten Angewohnheiten lassen und will das junge Glück auseinanderbringen, um Lore selbst zu erobern. Er behauptet gegenüber der jungen Frau, dass Martin nicht treu sein könne. Gegenüber Martin wiederum sagt Rittner, dass Lore ihn hintergehe und einen anderen liebe. Bitter enttäuscht von der angeblichen Untreue Lores, meldet sich Martin daraufhin zur französischen Fremdenlegion.
In Nordafrika, am Rand der Sahara, muss er nun schweren Dienst im Fort Tauarda ableisten. Doch der Frühling naht, und die Schwalben ziehen gen Norden, sodass es auch Martin heimwärts zieht. Er hat seine Lore nicht vergessen und will sie unbedingt wiedersehen. Bei seiner Desertion wird Martin erwischt und soll deshalb zum Tode verurteilt werden. Einem Kameraden vor Ort verdankt er seine Begnadigung, muss aber nunmehr im Dienst der Truppe Zwangsarbeit verrichten. In einem günstigen Moment versucht Martin erneut zu entkommen, und diesmal gelingt ihm die Flucht. Währenddessen hat Lore daheim in Deutschland dem Werben des schurkischen Karl nachgegeben und ist dessen Ehefrau geworden. Doch Karl ist seinen schlechten Gewohnheiten endgültig erlegen und als Säufer gestorben, sodass Lore nunmehr frei für Martin ist.

## Produktionsnotizen
Der Film wurde zwischen November 1927 und Januar 1928 in den in Nordmarokko liegenden spanischen Exklaven Ceuta und Melilla gedreht und am 22. Februar 1928 unter dem Titel Der Fremdenlegionär der Zensur vorgelegt und am 1. März 1928 in Berlins Emelka-Palast zur Uraufführung gebracht. Der Film führte den Untertitel Wenn die Schwalben heimwärts zieh’n, der erst danach zum Haupttitel wurde. Die Länge des mit Jugendverbots belegten Films betrug 2594 Meter, verteilt auf sechs Akte.
Ludwig Reiber entwarf die Filmbauten. Die nachmals berühmte Theaterschauspielerin Therese Giehse gab hier ihr Filmdebüt.

## Kritik
In Wiens Kino-Journal heißt es: „Sehr interessant sind in diesem Film die Charakterunterschiede der beiden Freunde gezeichnet, die durch Marion und Froehlich wirkungsvoll dargestellt sind.“
Im Tagblatt konnte man lesen: „Die Inszenierung und Aufmachung dieses Films ist manchmal so erschütternd, das [sic!] wohl jedem die Lust vergehen wird, sich als Legionär anwerben zu lassen.“